# Ostrakon

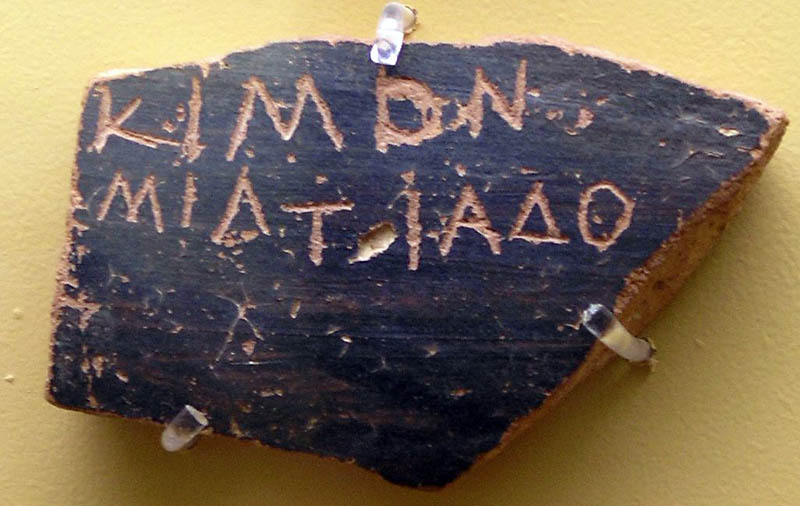
Ostrakon met de naam Kimon.

## Klassieke oudheid
Een ostrakon (Oudgrieks: τὸ ὄστρακον / tò óstrakon; meervoud: τά ὄστρακα / tá óstraka) is de naam door archeologen en papyrologen gegeven aan beschreven potscherven uit de klassieke oudheid. Een scherf kon bijvoorbeeld van een vaas of een amfoor afkomstig zijn. Omdat papyrus te duur was voor alledaags gebruik werden ostraka vooral gebruikt voor korte alledaagse schrijfactiviteiten.
Het gebeurde in het oude Athene, dat er verkiezingen tegen personen werden gehouden, die men te machtig vond. Deze stemprocedure heette ostracisme, omdat zij die er aan meededen hun stem op een ostrakon uitbrachten.

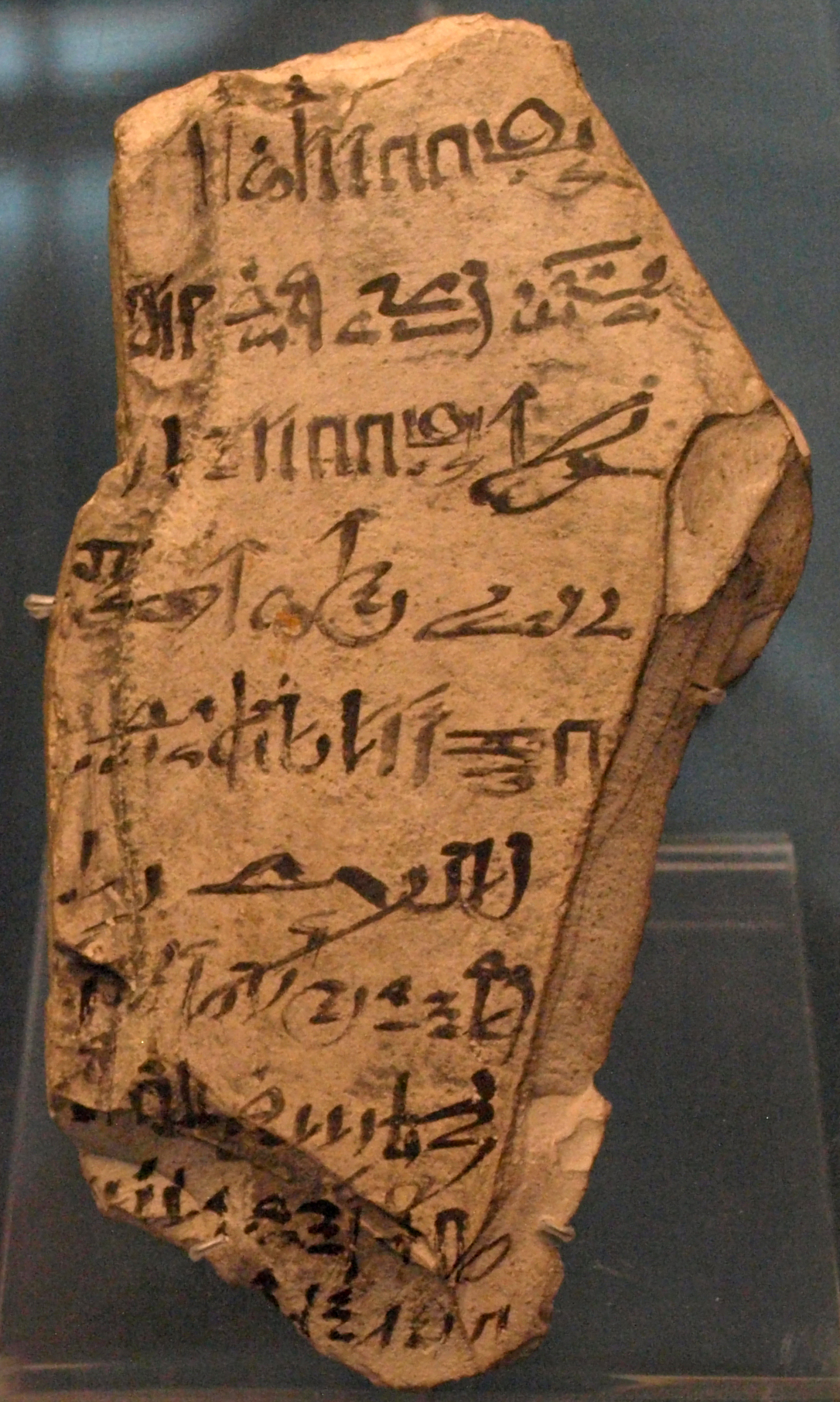
Ostrakon met hiëratische tekst over het inspecteren van graven tijdens de 21e dynastie, ca. 1070-945 v.Chr. (uit Thebe; British Museum, EA 51842).

## Oude Egypte
In de egyptologie wordt de term ostrakon of ostracon ook gebruikt voor een stuk kalksteen met tekst en/of afbeeldingen. Egyptisch kalksteen heeft de eigenschap af te breken in dunne stukken met een vlak oppervlak. De oude Egyptenaren vonden dit een geschikt schrijfmateriaal, vooral voor minder officiële teksten en afbeeldingen. In en rond Deir el-Medina zijn grote hoeveelheden ostraca gevonden. 